# 満願寺 (足立区)
満願寺（まんがんじ）は、東京都足立区にある真言宗豊山派の寺院。新四国四箇領八十八箇所霊場第3番札所。満願寺幼稚園が中に併設されている。

## 歴史
詳しい創建時期は分かっていないが、1573～1592年の間に創建された。
明治時代の初め宗派名の改称に伴い、真言宗新義派になったが、1900年に再び改称があり新義真言宗豊山派になった。
その後、戦時中に真言宗各派合同のためこの宗派は解散したが、1946年以降に再び分離し、真言宗豊山派と称するようになった。
1877年には本堂・庫裡を始め大師堂もあったが、大師堂はその後取り壊されたらしい。
1923年9月の関東大震災により諸堂宇は大破し、1945年4月13日の空襲によって本堂・庫裡は焼失してしまったが、1970年に現在の本堂・山門を再建した。
1985年、尾竹橋通りが境内墓地の一部を縦貫したため、墓地の大改葬を行った。
1991年には客殿、庫裏が完成している。

## 境内
- 山門
- 本堂―1923年（大正12年）9月の関東大震災により焼失したが、1970年（昭和45年）に再建[2]。本尊の延命地蔵菩薩像が安置されている。
- 墓地
- 墓碑―旧墓地のあった場所に建てられている[6]。
- 庫裡
- 関東大震災横死者群霊供養塔―1923年（大正2年）年9月1日の関東大震災により横死した、48名の霊を供養するために建てられた塔[2]。境内墓地の奥にある。
- たぬき塚の碑―たぬきにまつわる昔話にちなんで1988年（昭和63年）に作られる[2][7]。山門を入って左側の塀に沿って建てられている[2]。

## 年中行事
1月20日　修正会
7月13日～15日　孟蘭盆法会
7月24日　お施餓鬼会

## 交通アクセス
鉄道
東武伊勢崎線（東武スカイツリーライン）・東武大師線西新井駅下車、徒歩10分（経路案内）。

## 関連文献
- 「栗原村 満願寺」『新編武蔵風土記稿』 巻ノ137足立郡ノ3、内務省地理局、1884年6月。NDLJP:763997/44。